# 페드루 4세
페드루 4세(Pedro IV, 1666년 4월 13일 ~ 1718년 2월 21일)는 17세기 시대와 18세기 시대의 콩고 왕국 마니콩고였으며 역대 콩고 왕국 마니콩고 역사상 최초로 두번씩이나 마니콩고(제46대·제49대)에 재위한 당대 화제의 마니콩고였다.

## 생애
알바루 8세 군주의 서손(庶孫)이다. 알바루 8세의 서차남(庶次男)인 피에르 마뉘엘 페드루(Pierre Manuel Pedro, 1650~1731)의 서차남(庶次男)으로 출생한 그는 1669년 친조부(親祖父)의 붕어(崩御) 이후 왕위계승권 자체에서 멀어져 있다가 훗날 1695년 12월 9일을 기하여 이복 적형 알바루 10세에게 선위를 받아 군주 보위 등극하였으며 1696년 5월 13일을 기하여 이복 서제 피에르 콩스탕탱 다 실바(1674~1709)를 왕태제(王太弟)로 책봉하였으며 훗날 1703년 2월 1일을 기하여 이복 서제 실바에게 보위를 선위하고 퇴위하여 상왕(上王)으로 전향하였으나 이후 1715년 1월 5일을 기하여 주앙 2세 군주에 선위를 받아 12년여만에 군주 보위 재등극(왕위 복위)하였으며 1716년 2월 29일을 기하여 다니엘 군주의 막내 서자(庶子)인 콩고 왕족 종실 마누엘 선왕자(Manuel 先王子)를 후계공(後繼公)으로 책봉하였다. 그 이후 1718년 1월 3일을 기점으로써 갑자기 홍역이 발병하자 1718년 1월 8일을 기하여 마누엘 후계공에게 보위를 선위 후 또다시 상왕(上王)으로 퇴위하여 병상에서 와병하던 중 결국 홍역에 걸린지도 1개월 지난 1718년 2월 21일을 기하여 향년 52세로 훙서(서거)하였다.

## 사후
그의 후손들 중 서얼 고손자인 알바루 은동구 군주는 1857년부터 1859년까지 콩고 왕국 제56대 마니콩고로 재위하였으며 역시 서얼 고손자 페드루 5세 군주도 1859년부터 1891년까지 콩고 왕국 제57대 마니콩고로 재위하였다.